# Lego Harry Potter
Lego Harry Potter est une série de jeux vidéo d'action-aventure développée par Traveller's Tales, qui comprend deux parties : Lego Harry Potter : Années 1 à 4 et Lego Harry Potter : Années 5 à 7.
Les jeux sont basés sur les films Harry Potter, mais les personnages et une partie des décors sont ici composés d'éléments Lego. La trame des films est reprise en y ajoutant de l'humour, ce qui est typique des jeux Lego développés par Traveller's Tales. La série se veut donc être un mélange d'hommage et de parodie de la célèbre saga du jeune sorcier.

## Série
Lego Harry Potter comprend deux parties :
- Lego Harry Potter : Années 1 à 4, sortie le 25 juin 2010 ;
- Lego Harry Potter : Années 5 à 7, sortie le 11 novembre 2011.

## Système de jeu

### Généralités
Les jeux sont divisés en plusieurs parties : le Chemin de traverse et l'Allée des embrumes (inaccessible au début), où se trouvent divers magasin dont celui où le joueur achète les personnages ; le Chaudron Baveur, à partir duquel on peut accéder à Poudlard, au chemin de traverse, aux niveaux finis, à l'étage pour voir les cinématiques ou achetez des briques rouges ; Poudlard, où se déroule l'histoire en temps réel et où Nick Quasi-sans-tête guide le joueur vers la suite de l'histoire. Les niveaux qui n'ont pas été fait par le joueur apparaissent dans Poudlard à la suite.
Le principe est le même que dans les autres jeux vidéo Lego, c'est-à-dire qu'il faut terminer le niveau dans un premier temps en mode « Histoire », ce qui permet de débloquer par la suite le mode « Jeu Libre » permettant alors de recommencer le niveau avec les personnages de son choix ; le joueur peut donc explorer des endroits inaccessibles en mode « Histoire ».
Chaque personnage possède une roue de sorts qui se remplit au fur et à mesure que l'élève suit des cours à Poudlard, chaque cours donne au joueur un nouveau sort. Le joueur peut, grâce aux briques dorées, construire des objets sur le chemin de traverse et ses alentours.

### Items
Le joueur interagit avec divers éléments : des objets Lego (qu'il détruit ou déplace) pour faire échapper des pièces, des cœurs ou bien des pièces pour construire d'autres objets qui pourront se révéler essentiels à la progression ; des pièces Lego parsemées dans les niveaux faisant office de monnaie pour acheter, entre autres, de nouveaux personnages. Les cœurs (quatre au maximum) représentant la jauge d'énergie. Les emblèmes de Poudlard se trouvent en quatre parties (une par maison) dans les niveaux du mode histoire, et retrouver l'emblème entier dans un niveau donne une brique dorée, de même que secourir un étudiant en danger (une cinquantaine). Une fois les 200 briques dorées récupérées, il devient possible de débloquer un niveau supplémentaire chez Barjow et Beurk et débloquer le personnage de Lord Voldemort.

## Accueil
Lego Harry Potter : Années 1 à 4 obtient une note de 14/20 sur le site Jeuxvideo.com. Pour le site, ces jeux nécessitent une bonne connaissance de la saga dont ils sont inspirés et l'humour présent serait plutôt destiné aux fans. Dans l'ensemble, les graphismes et l'expressivité des personnages sont jugés convaincants et les principaux défauts résideraient dans la jouabilité, propre à tous les jeux vidéo Lego. Sur GameSpot, le jeu reçoit la note de 8/10.
Lego Harry Potter : Années 5 à 7 reçoit la note 15/20 sur le site Jeuxvideo.com et 8/10 sur GameSpot.